# Susan Reynolds
Susan Reynolds (* 27. Januar 1929 in London; † 29. Juli 2021) war eine britische Historikerin.

## Leben und Wirken
Nach ihrem ersten Abschluss in Oxford war sie als Archivarin für ein Jahr am Middlesex County Record Office tätig und dann für sieben Jahre (1952–1959) am Victoria County History. Reynolds hatte einen Abschluss in Archivverwaltung, jedoch weder einen Ph.D. noch einen Abschluss in Geschichte. Nach Unterrichtstätigkeiten unter anderem an der Secondary Modern School war sie von 1964 bis 1986 Fellow und Tutor in Geschichte an der Lady Margaret Hall. Ab 1986 war sie Emeritus Fellow der Lady Margaret Hall. Reynolds war Honorary Fellow am Institute of Historical Research, am Birkbeck College und University College London. Sie wurde 1993 Fellow der British Academy (FBA). Sie war außerdem Fellow der Royal Historical Society (FRHistS). Im Jahr 2019 wurde sie zum Honorary Fellow der Lady Margaret Hall ernannt.
Ihre Forschungsinteressen umfassten die soziale, politische und rechtliche Geschichte des mittelalterlichen Westeuropa. Reynolds legte 1994 mit ihrer Studie zu Lehen und Vasallen in Europa (Fiefs and vassals. The medieval evidence reinterpreted) eine bahnbrechende Untersuchung vor, wenngleich ihre Neudeutung in der deutschsprachigen Geschichtswissenschaft zunächst wesentlich kritischer kommentiert bis rundum abgelehnt wurde. Nach Oliver Auge stürzte Reynolds Monographie die deutschsprachige Forschung in eine Art „Schockstarre“. In der internationalen Forschung wurden ihre Thesen deutlich gelassener aufgenommen und setzten sich schnell durch. Reynolds stellte die bis dahin anerkannte Vorstellung eines „Lehnswesens“, das seit der Karolingerzeit in Europa verbreitet gewesen sein soll, radikal in Frage. Reynolds gliederte ihre Studie nach Länderkapiteln (Frankreich, England, Italien und Deutschland), die den heutigen Nationalstaaten in Europa entsprechen. Durch diese Vorgehensweise konnte sie auf die jeweiligen nationalen Forschungstraditionen Rücksicht nehmen, jedoch waren Besitz und soziale Bindungen vielmehr auf Regionen strukturiert, die solche Nationalkapitel schwerlich abbilden können. Nach Reynolds entstand das Lehnswesen nicht in der Kriegergesellschaft des Frankenreichs im frühen 8. Jahrhundert, sondern in seiner Frühform in den gelehrten Fachdiskussionen oberitalienischer Juristen des Hochmittelalters und wurde von frühneuzeitlichen Juristen im Einzelnen ausgearbeitet. Die Konzeption, was moderne Historiker unter dem mittelalterlichen Lehnswesen verstanden, sei somit erst im späteren Mittelalter entstanden und habe mit der mittelalterlichen Sozial- und Verfassungsstruktur nichts gemeinsam. Reynolds wies unter anderem auf die Offenheit der Quellenformulierung hin. So sind Wörter wie beneficia und vassus mehrdeutig und dürfen nicht mehr ohne weiteres lehnsrechtlich gedeutet werden.
Seit ihrer Darstellung wird das von François Louis Ganshof erstmals 1947 zusammengefasste und über Jahrzehnte gängige Handbuchwissen zum Lehnswesen in allen Bereichen kontrovers diskutiert. Mit den Thesen Reynolds’ setzte sich eine Tagung 2008 in München auseinander. Der Schwerpunkt der Tagung lag auf dem 12. Jahrhundert, weil die Mediävistik dort die verfassungsgeschichtlichen und sozialen Veränderungen am ehesten vermutet, wodurch sich die Lehnsherrschaft erst gebildet haben soll. Roman Deutinger zog für die Tagung folgendes Fazit: „Der Wandel des Lehnswesen von einem Bündel von Rechtsgebräuchen hin zu einem einheitlichen Rechtsinstitut setzt jedenfalls im Deutschen Reich erst um die Mitte des 12. Jahrhunderts ein“.

## Schriften
- The Middle Ages Without Feudalism. Essays in Criticism and Comparison on the Medieval West. Farnham u. a. 2012, ISBN 978-1-4094-5674-2. (Fachbesprechung)
- Kingdoms and communities in Western Europe, 900–1300. 2. Auflage, Oxford 1997, ISBN 0-19-873148-5.
- Ideas and solidarities of the medieval laity. England and Western Europe. Aldershot 1995, ISBN 0-86078-485-1.
- Fiefs and vassals. The medieval evidence reinterpreted. Oxford 1994, ISBN 0-19-820458-2 (zwei fachwissenschaftliche Besprechungen).